# Acanthurus tennentii
Espèce
Synonymes
Acanthurus tennentii
Statut de conservation UICN

 LC  : Préoccupation mineure
Le Chirurgien-lieutenant ou chirurgien fer-à-cheval (Acanthurus tennentii) est un poisson présent dans les eaux de l'océan Indien. 

## Description
Il mesure 25 cm en moyenne avec une taille maximale connue de 31 cm. Il n'y a pas de dimorphisme sexuel (les deux sexes sont identiques).